# Монморо (Шаранта)
Монморо (фр. Montmoreau) — муніципалітет у Франції, у регіоні Нова Аквітанія, департамент Шаранта. Монморо утворено 1 січня 2017 року шляхом злиття муніципалітетів Ень-е-Пюїперу, Монморо-Сен-Сібар, Сент-Аман, Сент-Етроп i Сен-Лоран-де-Бельзаго. Адміністративним центром муніципалітету є Монморо-Сен-Сібар. Населення — 2468 осіб (01.01.2021).